# Girl in Red
Marie Ulven Ringheim, känd under artistnamnet Girl in Red, född 16 februari 1999 i Horten i Vestfold fylke, är en norsk singer-songwriter. Ulven Ringheim började 2015 spela in egenskriven musik på sitt rum hemma i Horten, och slog 2018 genom med låten "I Wanna Be Your Girlfriend".

## Diskografi
| Typ       | År   | Title                          | Skivbolag            |
| --------- | ---- | ------------------------------ | -------------------- |
| Album     | 2021 | If I Could Make It Go Quiet    | AWAL Recordings Ltd  |
| Album     | 2024 | I'm Doing It Again Baby!       | Columbia Records     |
| Single/EP | 2018 | Chapter 1                      | Human Sounds Records |
| Single/EP | 2018 | We Fell In Love In October     | AWAL Recordings Ltd  |
| Single/EP | 2019 | Bad Idea                       | AWAL Recordings Ltd  |
| Single/EP | 2019 | Chapter 2                      |                      |
| Single/EP | 2021 | Two Queens In A King Sized bed |                      |
| Single/EP | 2022 | October Passed Me By           |                      |